# دوروثي آدامز
دوروثي آدامز (بالإنجليزية: Dorothy Adams)‏ هي ممثلة أمريكية، ولدت في 8 يناير 1900 في داكوتا الشمالية في الولايات المتحدة، وتوفيت في 16 مارس 1988 في وودلاند هيلز، كاليفورنيا في الولايات المتحدة.

## أعمال

### أفلام
- (1939) نينوتشكا
- (1941) قدم واحدة في الجنة[5][6]
- (1944) لورا
- (1944) منذ أن رحلت
- (1946) أجمل سنوات العمر
- (1952) أعظم العروض على وجه الأرض
- (1956) القتل
- (1956) الوصايا العشر[7][8][9]
- (1958) الدولة الكبيرة

## وصلات خارجية
- دوروثي آدامز على موقع IMDb (الإنجليزية)
- دوروثي آدامز على موقع ألو سيني (الفرنسية)
- دوروثي آدامز على موقع تيرنر كلاسيك موفيز (الإنجليزية)
- دوروثي آدامز على موقع أول موفي (الإنجليزية)
- دوروثي آدامز على موقع قاعدة بيانات برودواي على الإنترنت (الإنجليزية)
- دوروثي آدامز على موقع قاعدة بيانات الأفلام السويدية (السويدية)
- دوروثي آدامز على موقع قاعدة بيانات الفيلم (الإنجليزية)
- دوروثي آدامز على موقع كينوبويسك (الروسية)